# Мастерок

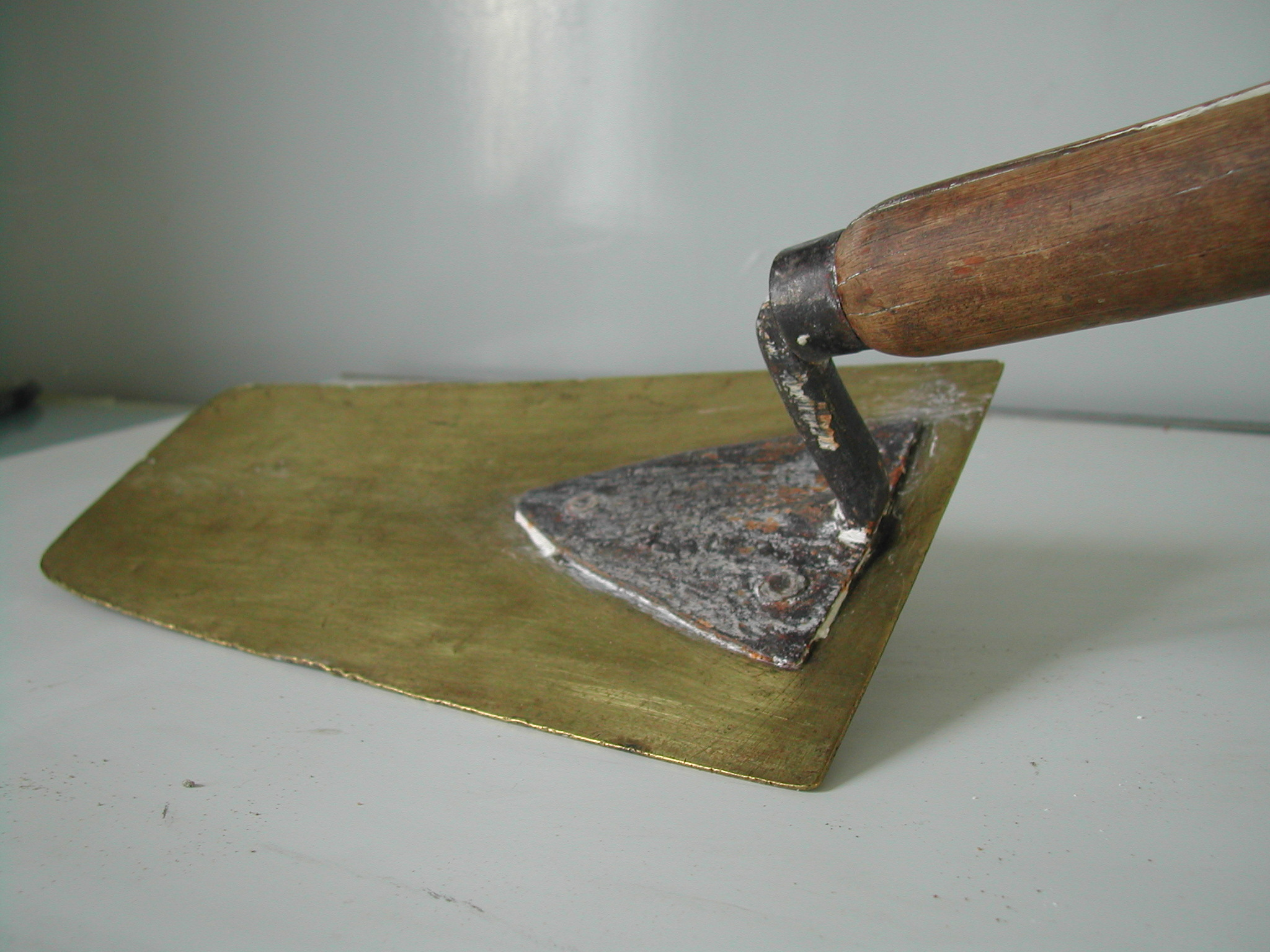
мастерок

Мастеро́к или ке́льма (от нем. Kelle) — ручной инструмент, отшлифованная с обеих сторон стальная лопатка с изогнутой рукоятью из дерева или пластмассы.
Кельма довольно часто используется в строительстве как инструмент, позволяющий производить кирпичную (или каменную) кладку, расшивку швов, укладку плитки, внутреннюю и внешнюю отделку помещений. Также некоторые виды этого инструмента используют для нанесения и выравнивания штукатурки, жидких обоев, раствора или плиточного клея.

## Разновидности
Существует несколько видов кельм, каждый из которых имеет свою специфику применения. Кельмы делают с разной формой лопаток и с разными видами ручек. Изогнутые в различной степени шейки ручек позволяют в зависимости от характера выполняемых работ подавать кельмой раствор, держа его с разными центрами тяжести относительно кисти руки. Часто деревянная рукоятка усиливается металлическим наконечником, для того, чтобы можно было стучать обратной стороной кельмы по кирпичу или плитке, выравнивая её. В зависимости от модели ручки кельмы могут быть съёмными, давая возможность заменять изношенные лопатки и продолжить работу, создавая для этого комфортные условия.
Кельмы в зависимости от назначения бывают следующих типов:
- Кельма каменщика используется как для кладки, так и для перемешивания цементного раствора. Благодаря форме рабочего полотна может применяется мастером-каменщиком в труднодоступных местах.
- Кельма отделочника используется штукатуром для размешивания, отмеривания и нанесения строительных гипсовых или цементных растворов на различные поверхности. Наиболее популярные размеры от 120 до 180 мм.
- Кельма бетонщика имеет рабочее полотно треугольной формы. Используется при кладке кирпича, а также для отмеривания и нанесения цементного раствора.
- Кельма плиточника с лопаткой каплевидной формы. Чаще всего используется для отмеривания и нанесения раствора при кладке плитки.
- Кельма штукатурная предназначена для укладывания, набрасывания и разравнивания песчано-цементных растворов. Наиболее часто используемые размеры данного инструмента — от 60 до 100 мм.
- Кельма затирочная используется в качестве тёрки или гладилки для разглаживания материала, выравнивания отштукатуренной поверхности (раствора) после его затвердевания, придавая поверхности привлекательный внешний вид.
- Кельма затирочная зубчатая предназначена для разглаживания отштукатуренной поверхности, а также для равномерного нанесения клеевого раствора при кладке плитки и выравнивания стен за счёт использования кельм с различным размером зубца. Наиболее часто используемые размеры зубцов от 4 до 10 мм.
- Расшивка. Задача кельм, используемых для расшивки, состоит в формировании растворных швов между кирпичами. Грани такого инструмента имеют особое строение, одна грань кельмы представляет собой узкое лезвие, которым проводят вдоль шва, другая имеет загнутый конец, служащий для расшивки коротких вертикальных швов. Существует также вид заострённой кельмы, которая незаменима в выполнении растворных швов между кирпичами. Длина тела лопатки в таком случае достигает всего 75 или 100 мм.

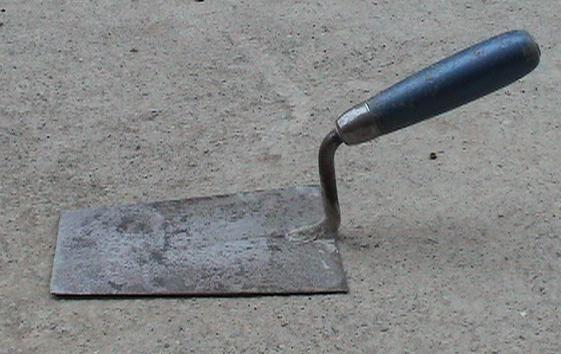
Кельма отделочника
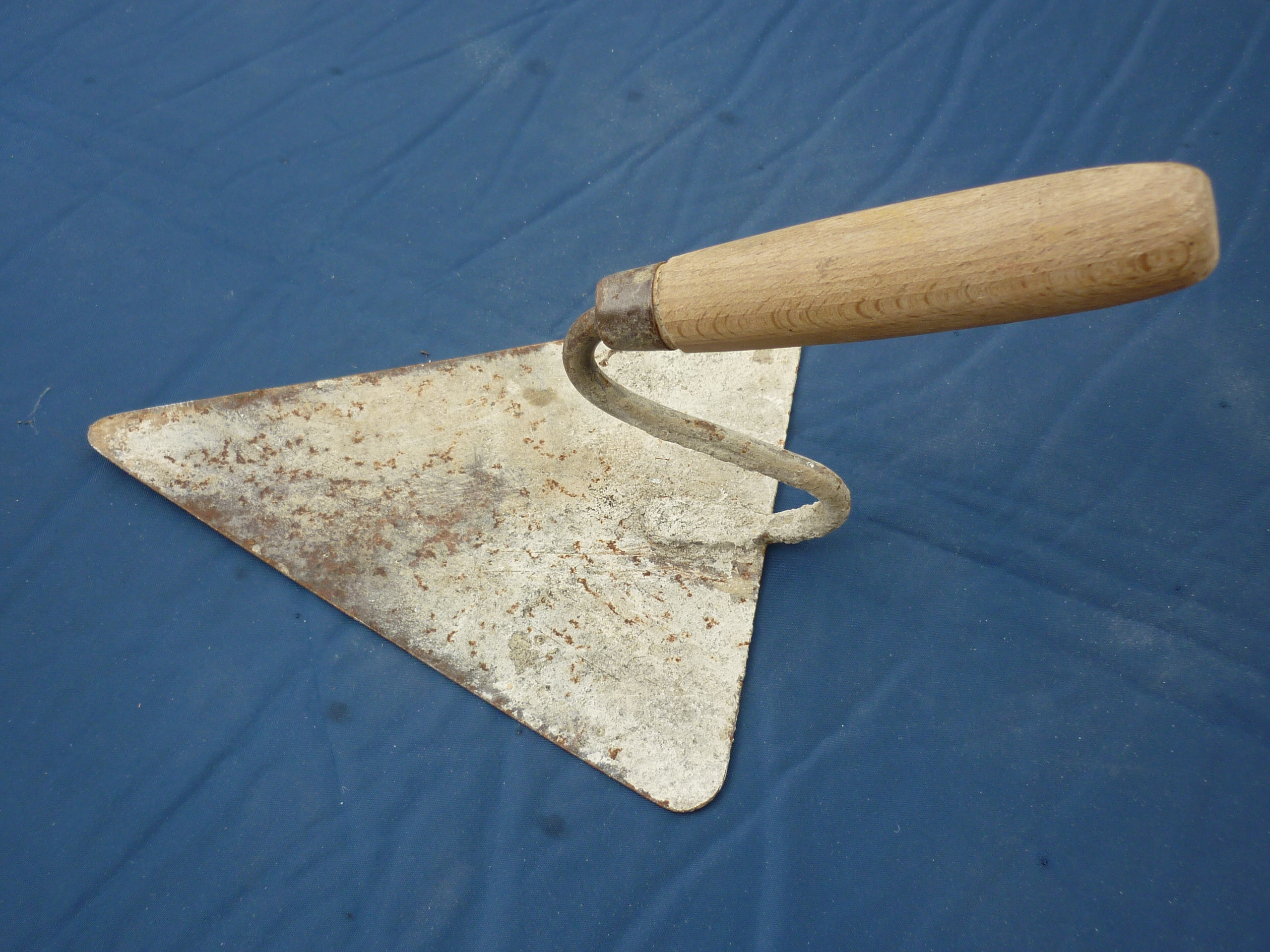
Кельма бетонщика
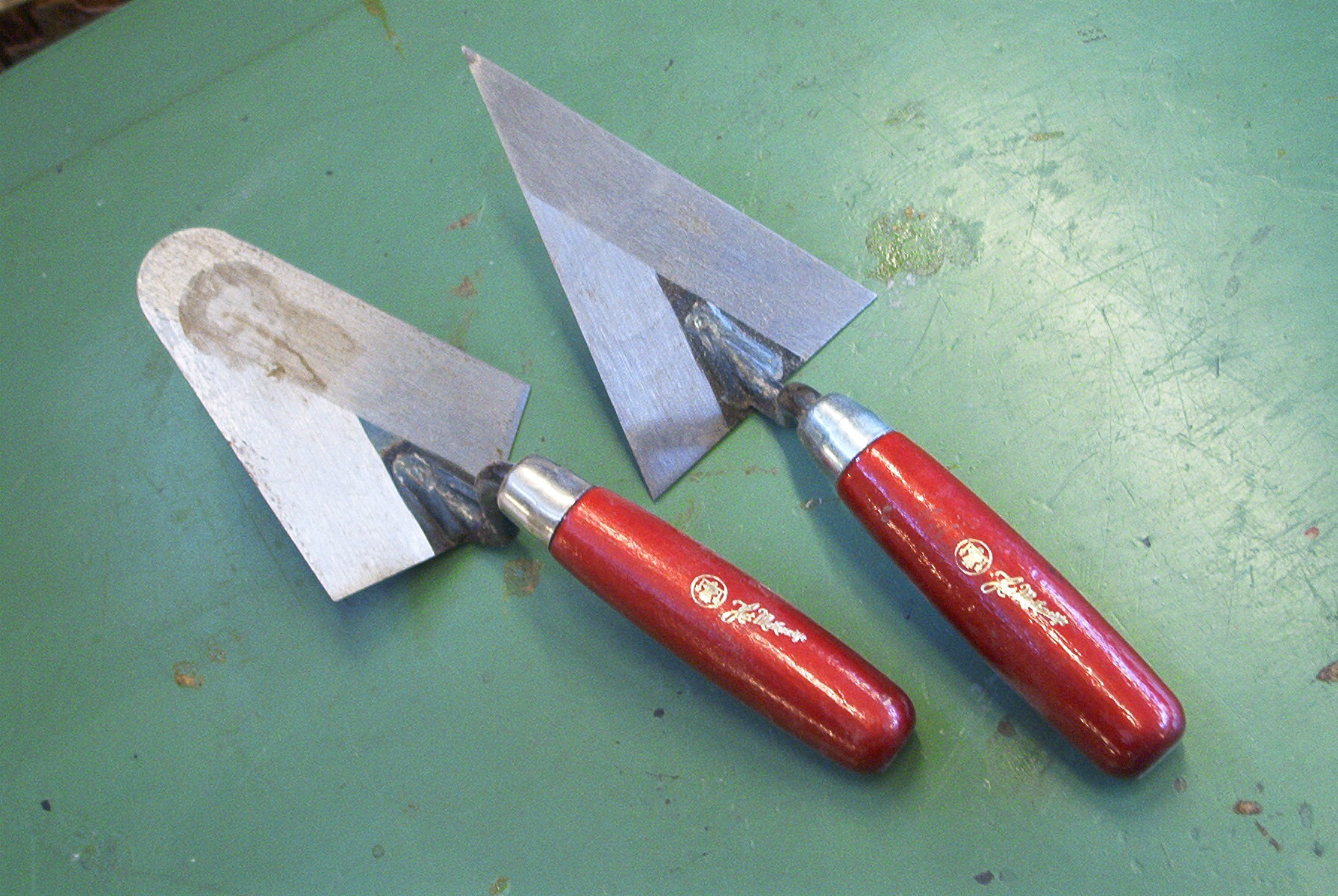
Кельмы

## В геральдике
На гербе Искитима (Новосибирская область) изображён серебряный мастерок, который держат в передних лапах два противостоящих бобра. Аналогичный рисунок также присутствует на искитимском флаге.

## Другие значения
- Мастерок — инструмент штукатуров и каменщиков в виде металлической лопаточки с рукояткой для нанесения раствора.
- Мастерок — орудие труда масонов. Символически, предназначен для распространения связующего цемента братской любви ради завершения строительства великого здания франкмасонства шапочным камнем.
- «Мастерок» — детский журнал, выходивший в СССР в издательстве «Молодая гвардия» в 1971—1991 годах, и посвящённый творчеству и рукоделию.